# Mohamad Rabadán
Mohamad Rabadán (Rueda de Jalón, siglo XVI – Túnez, siglo XVII) fue un poeta y escritor de literatura aljamiada en castellano con numerosos aragonesismos. Sus poemas se basan en la prosa del Mancebo de Arévalo.

## Lenguaje
El lenguaje de Mohamed Rabadán es el castellano típico en Aragón en el siglo XVI con léxico referente a conceptos islámicos, y naturalmente, aragonesismos de diferentes tipos:
- Aragonesismos fonéticos: bentalla, conplegar, pluvia, creyencia, descreyençia, embeleco, entrecuytado, fita, fito, folgança.
- Aragonesismos morfológicos:
  - Géneros diferentes del castellano: género masculino en senyo y herencio.
  - Sufijos diferentes: abebrador.
  - Preposiciones: dende, enta.
  - Pronombres con caso preposicional: con si.
  - Ciertas formas verbales irregulares: afierra, bes, bide, eslita, eslito, aflito.
  - Otros elementos morfológicos: amás.
- Aragonesismos léxicos: begada, uegada ("vegada"), malautía, mespolera.
- Arabismos presentes en el aragonés y con pronunciación aragonesa:
  - Palabras con letra chim que en aragonés presentan la letra "ch": Abuchahiel ' (un antropónimo), Addicha, alchama, alchaneça ("entierro"), alchanna ("cielo"), alcheria ("moza", "esclava"), alchinnes, alhichantes ("peregrinos"), Alhichez (región noroccidental de Arabia), chahanna ("infierno"), Chebiel ' (*Chehiel ' "necio"), Chebril (el arcángel San Gabriel), chemio (soldaudo de Letía), chumed alule (quinta luna), chumed alehar (sexta luna), Dulhiche (septima luna), machuçes ("negros", "paganos") , Yde Chea/Ydichea (La zora 110).
  - Epentesis antihiaticas: Açarayel/Azarayel, aleyas, creyencia, descreyençia,
  - Arabismos con el artículo Ael  aglutinado a diferencia del castellano: alcorán.

## Obra
La obra de Mohamad Rabadán se conoce por dos manuscritos: un manuscrito en París y otro manuscrito de Londres que se conserva en el British Museum.
- Discurso de la luz.
- Historia del día del juicio.
- Canto de las lunas.
- Los nombres de dios.